# Sphagnum torreyanum
Sphagnum torreyanum är en bladmossart som beskrevs av Sullivant 1849. Sphagnum torreyanum ingår i släktet vitmossor, och familjen Sphagnaceae. Inga underarter finns listade i Catalogue of Life.